# مانام
مانام (انگلیسی: Mannum) یک منطقه مسکونی در استرالیا است.

## نگارخانه

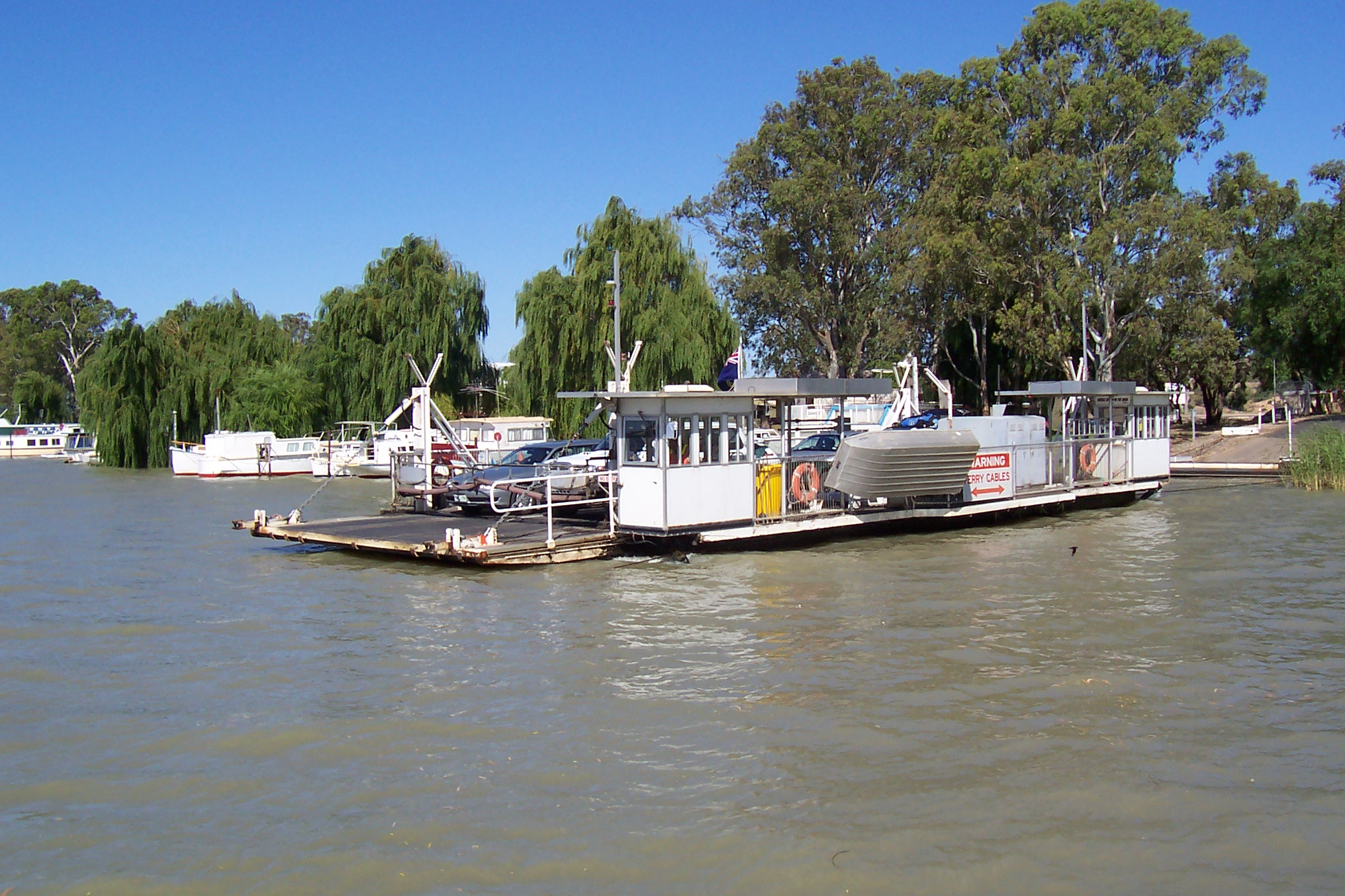
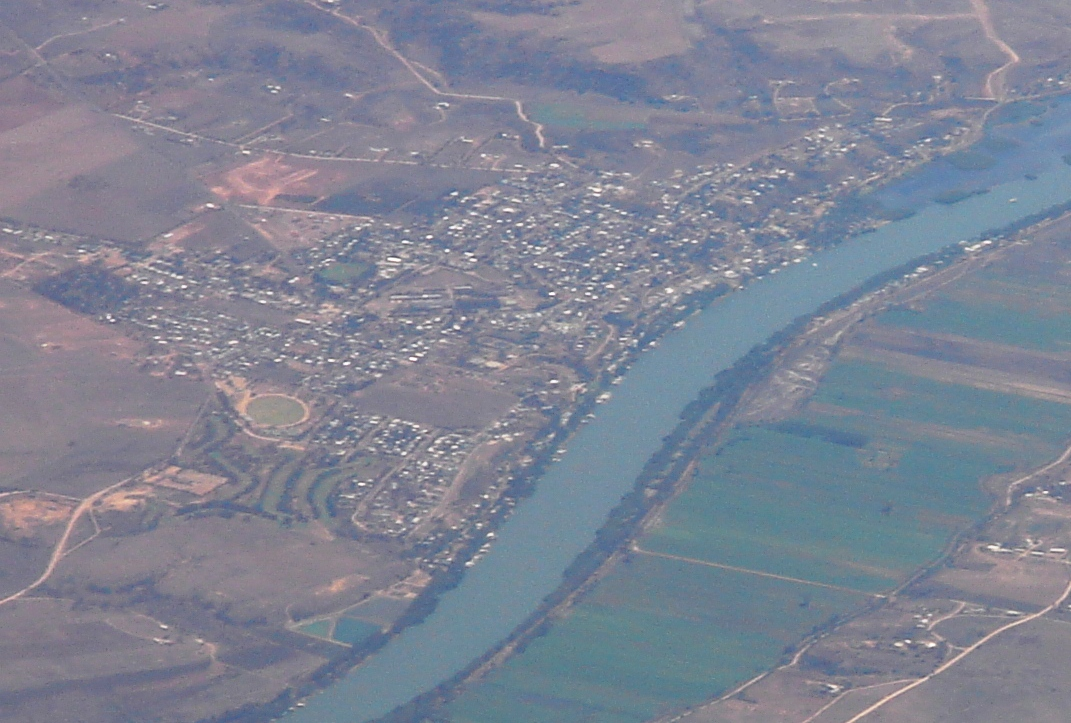
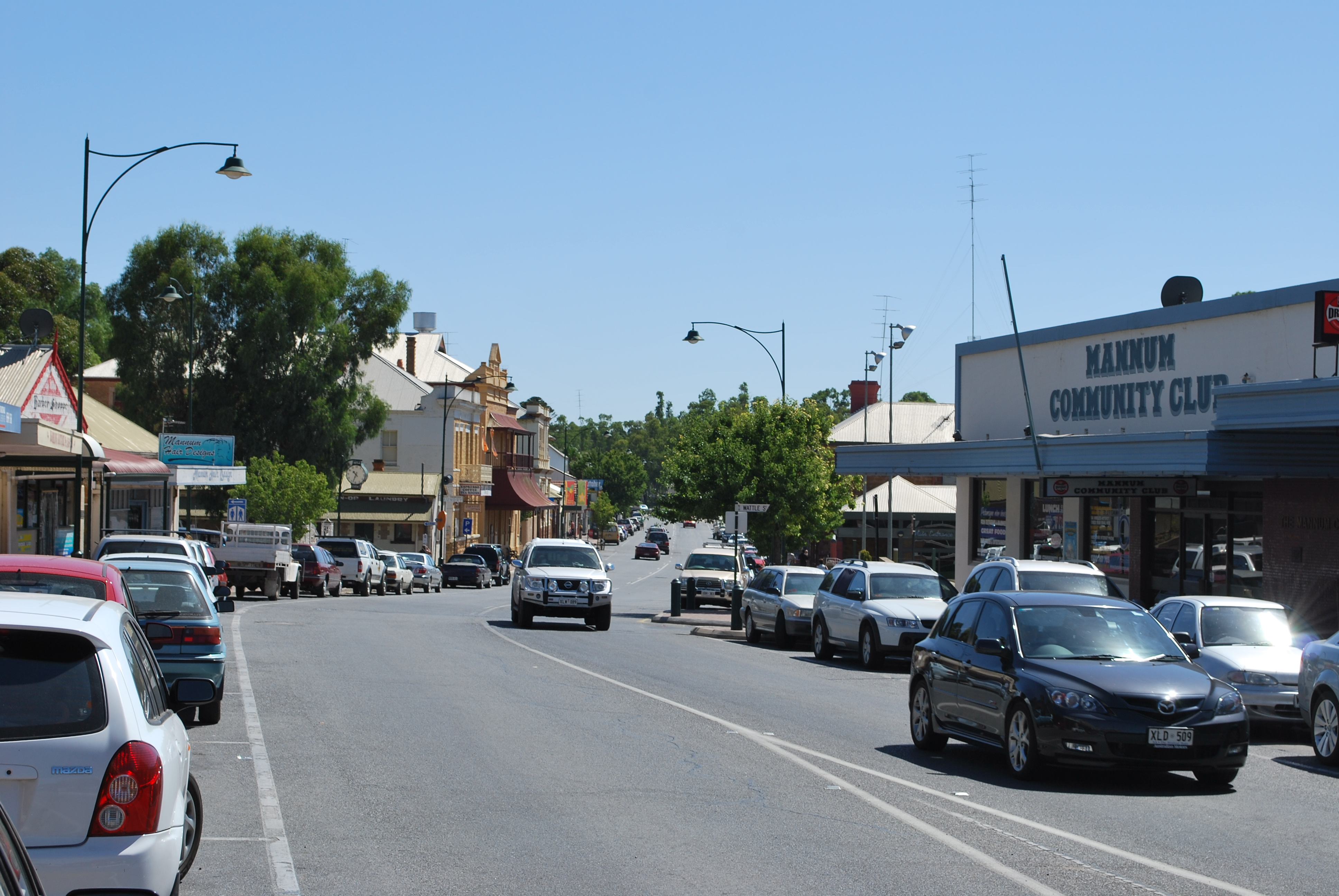
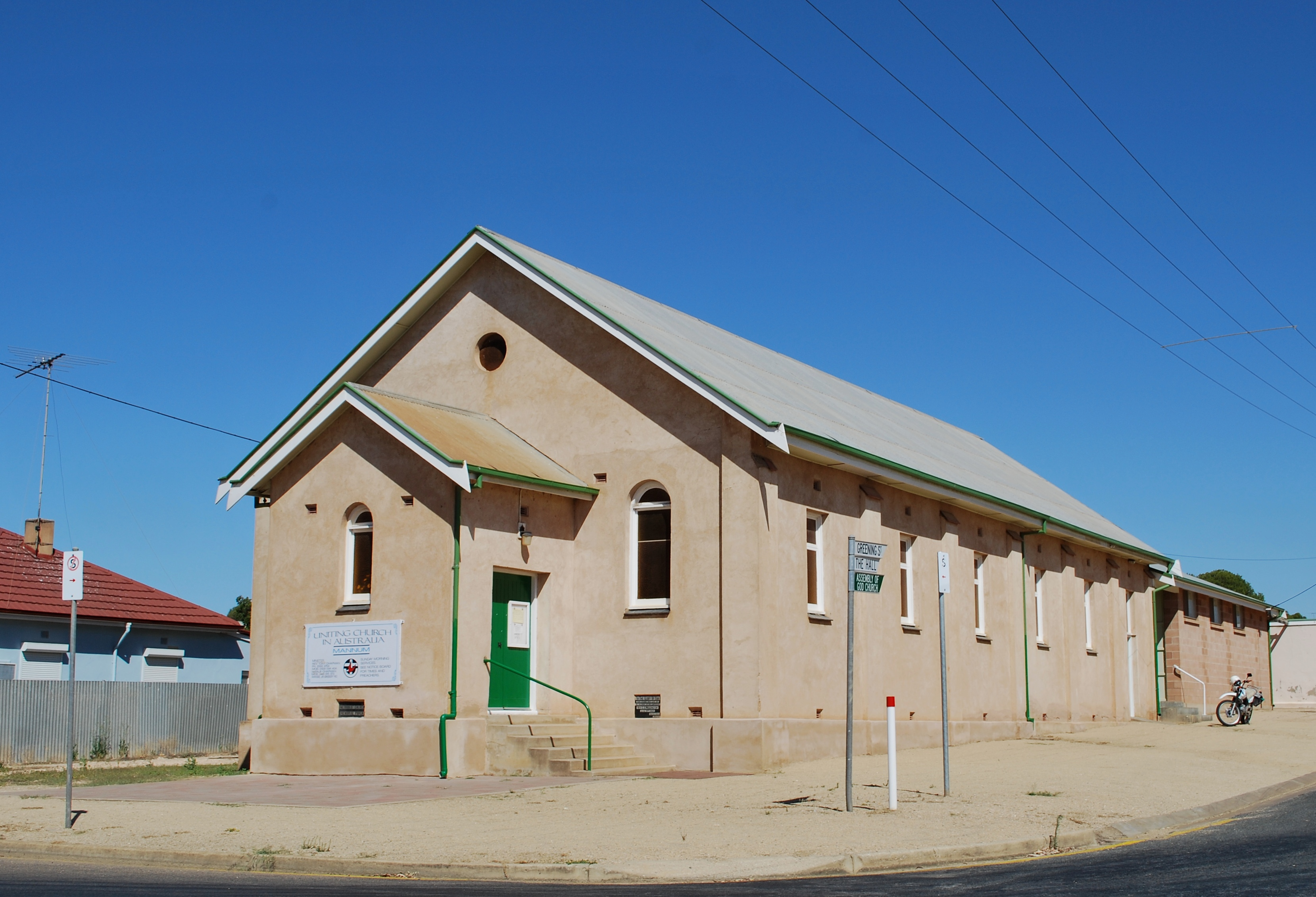
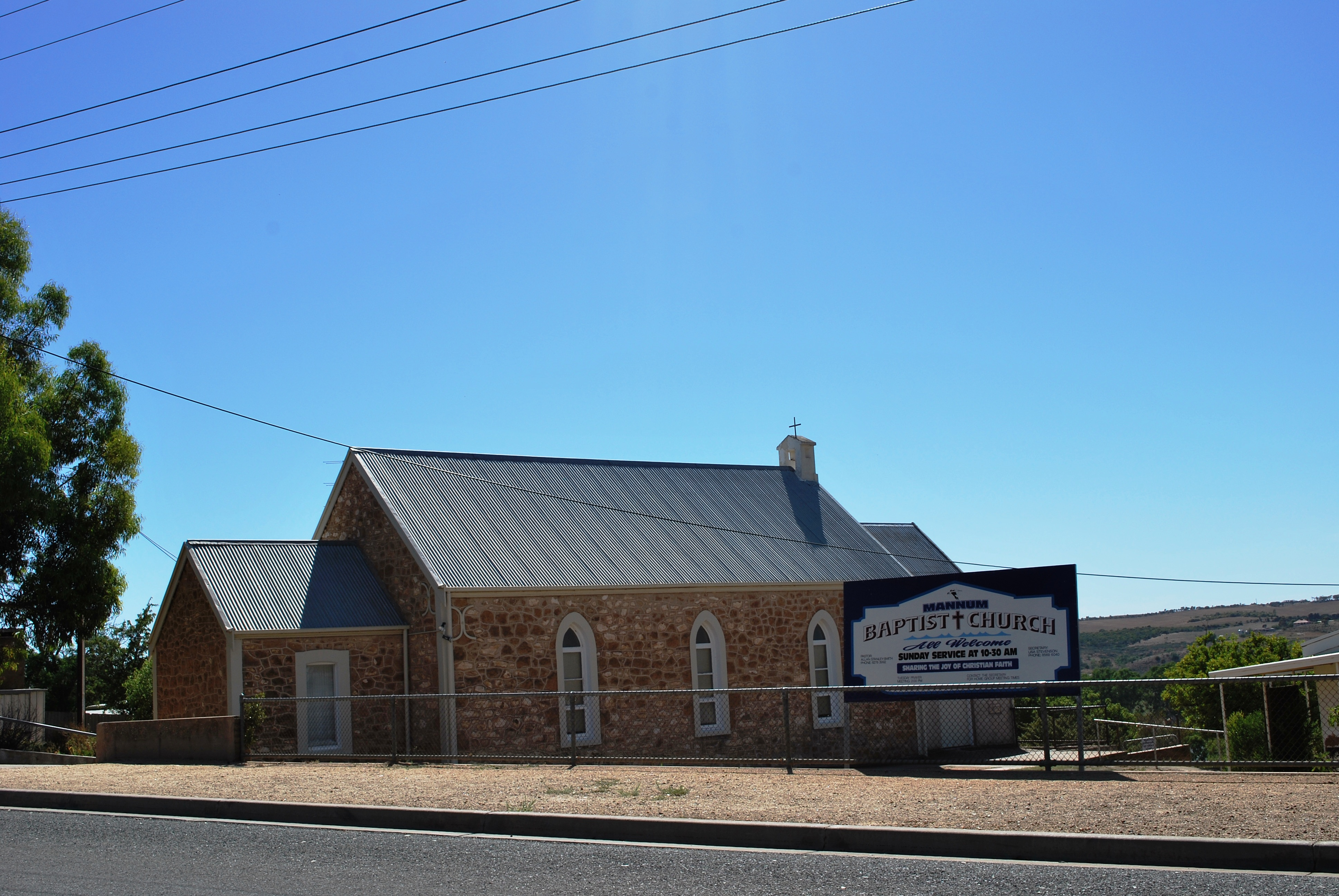
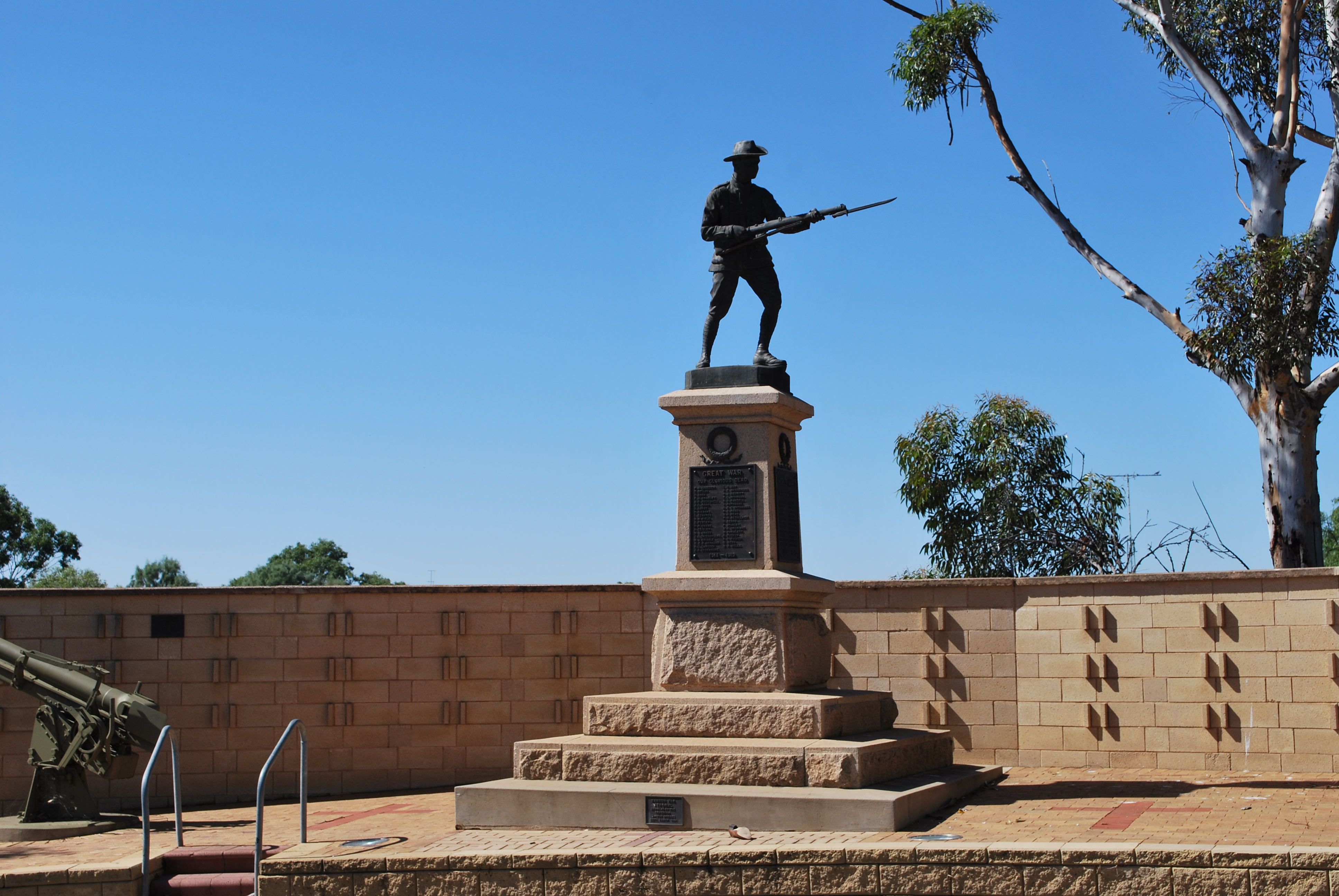
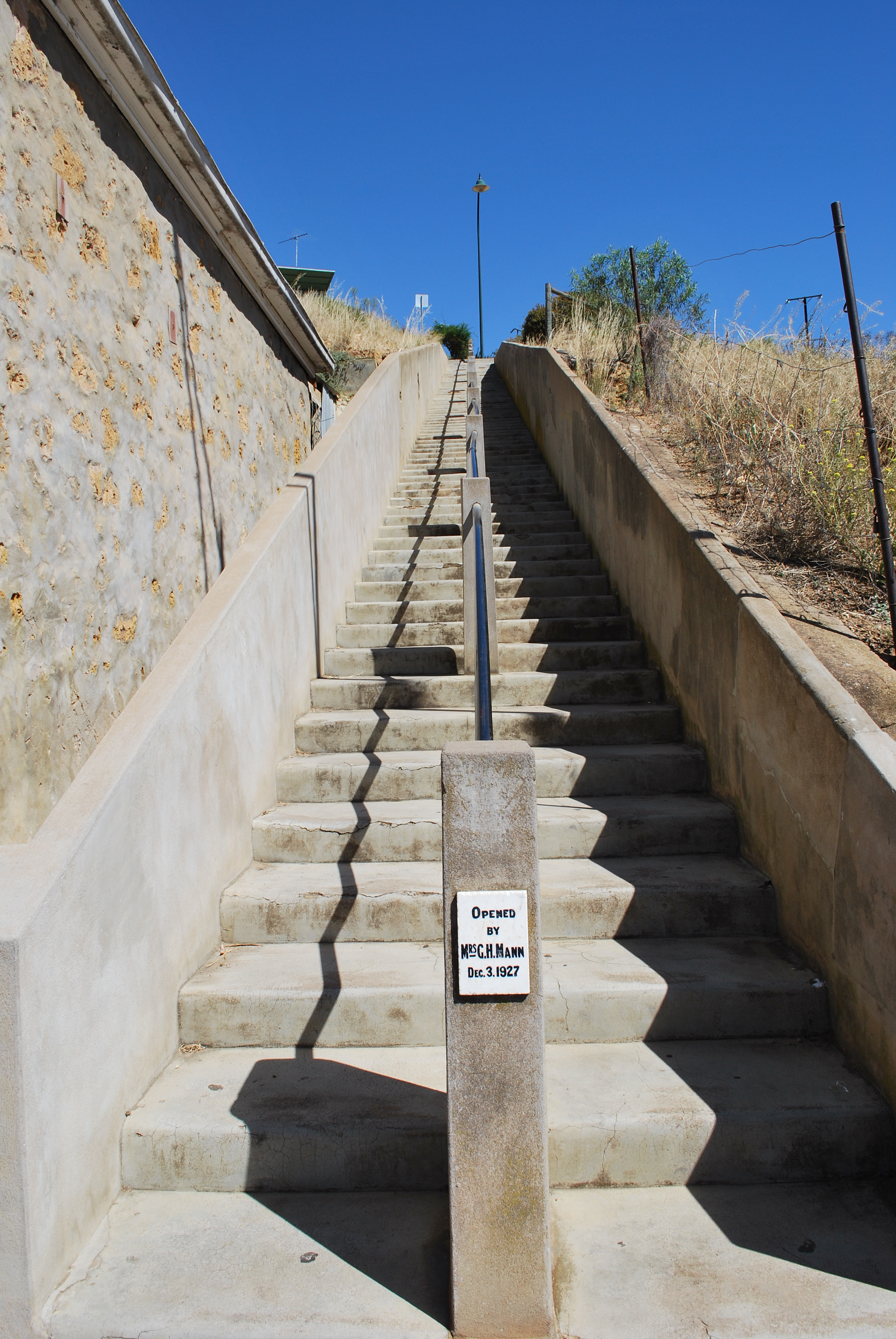
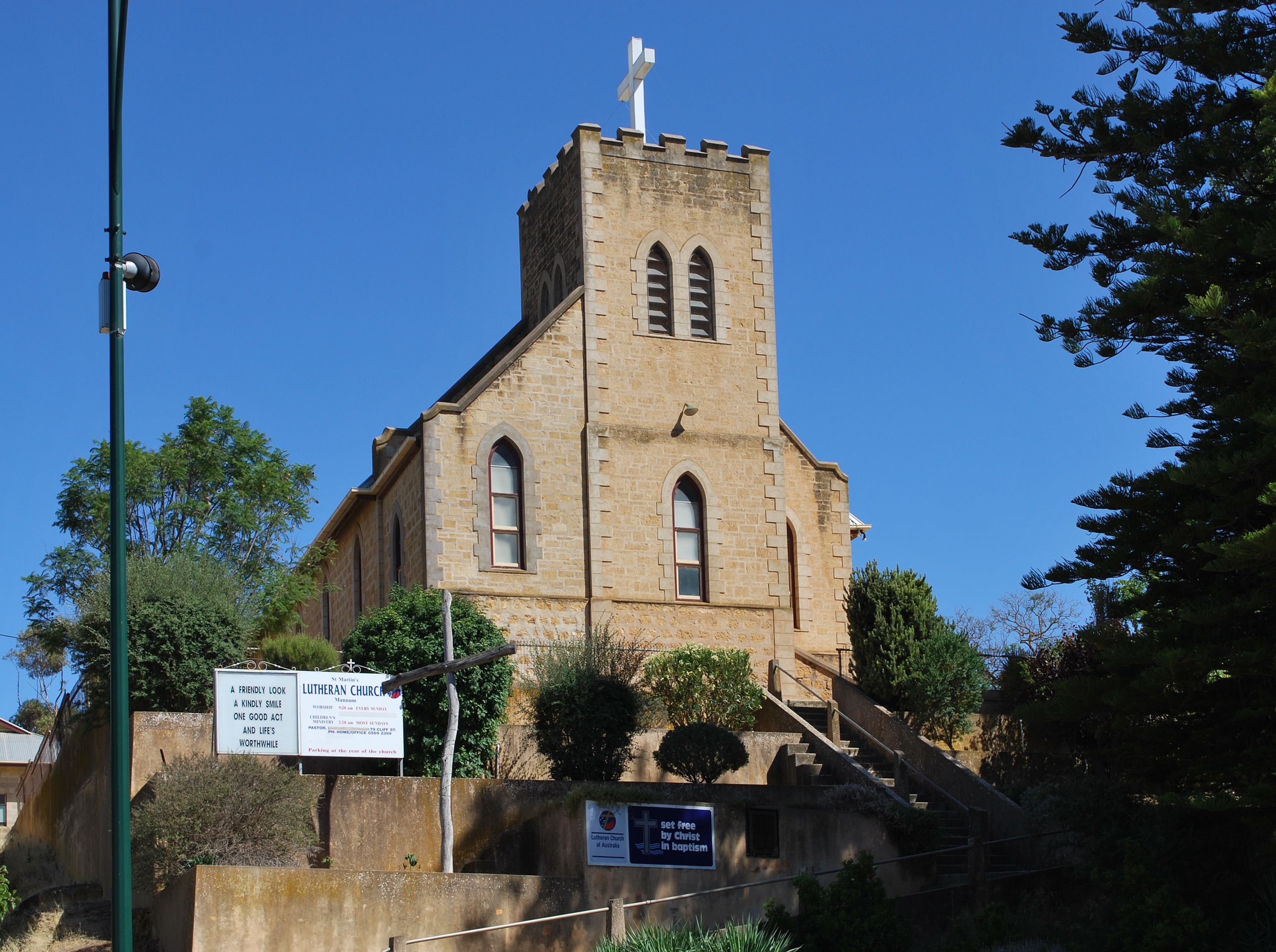
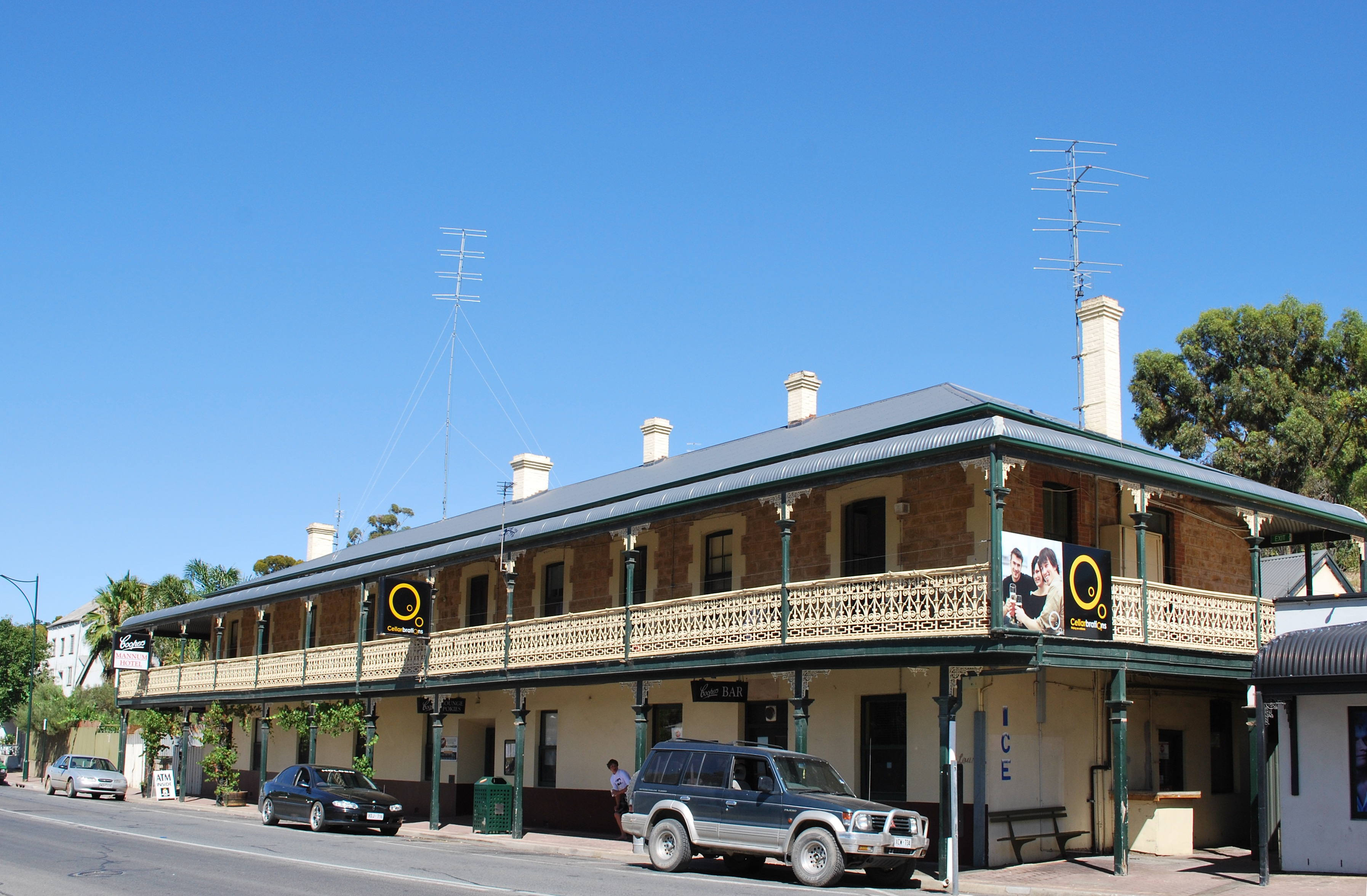
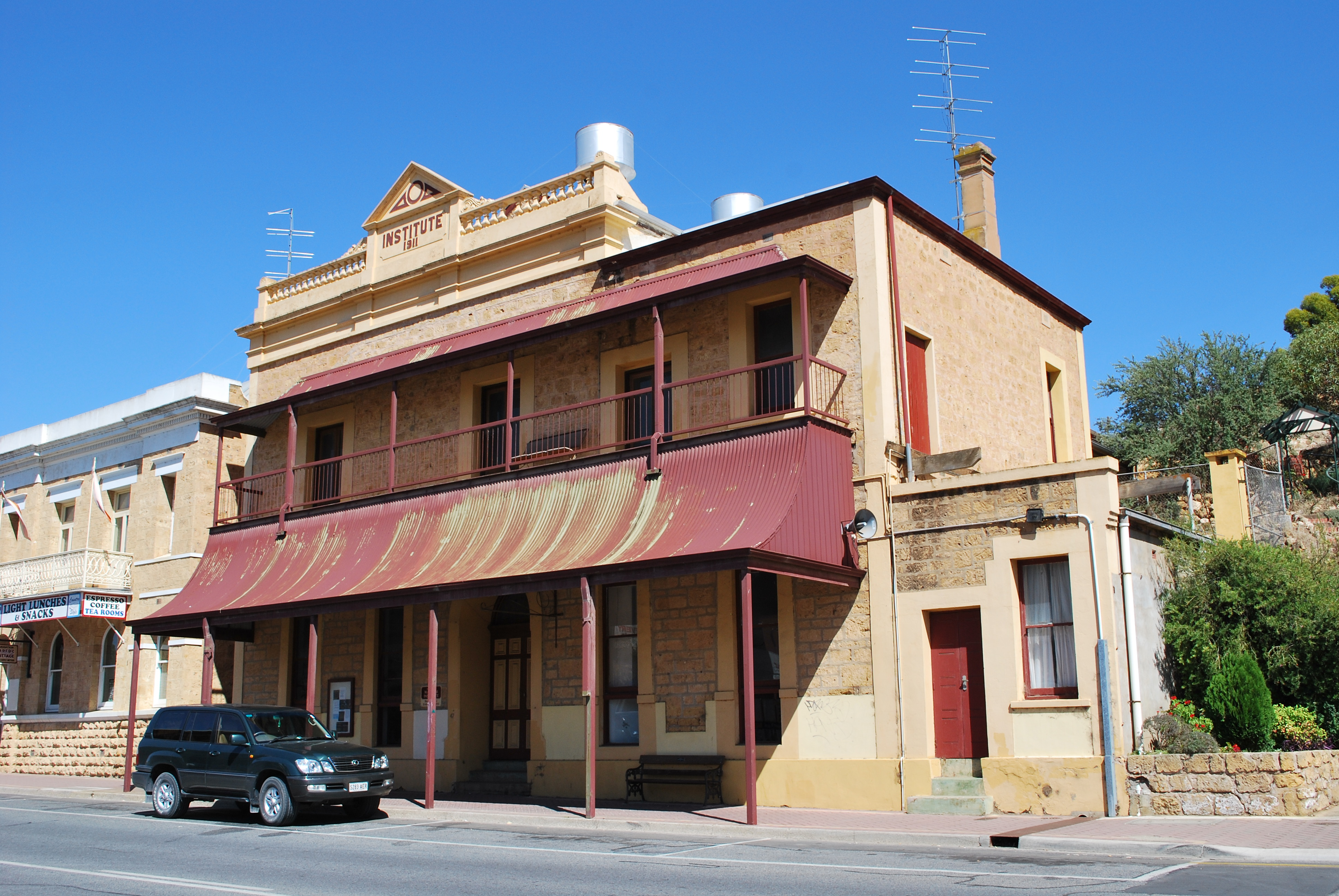
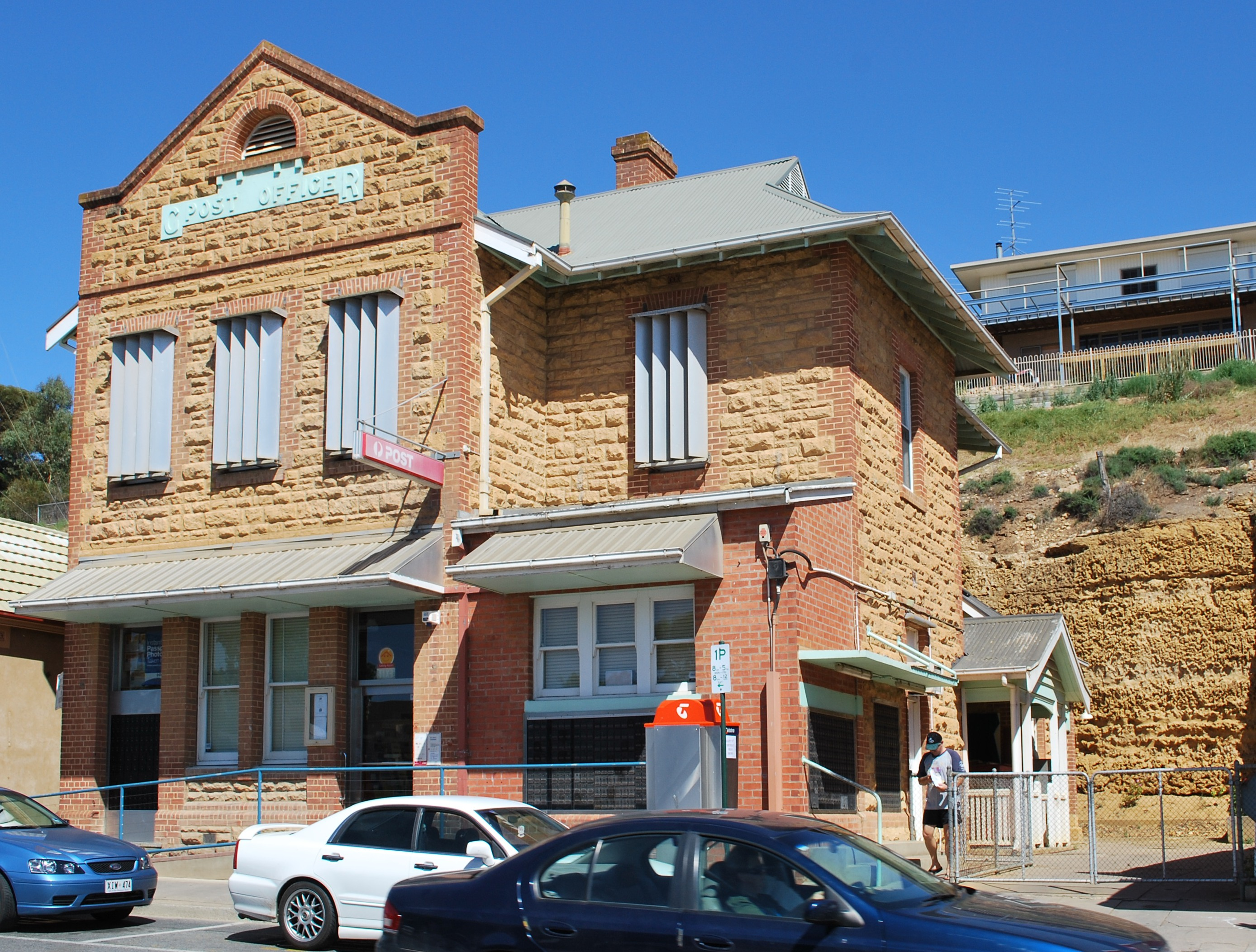